# Château de Cabrières
Pour les articles homonymes, voir Château de Cabrières (Vaucluse) et Cabrières.
 (janvier 2019).
Si vous disposez d'ouvrages ou d'articles de référence ou si vous connaissez des sites web de qualité traitant du thème abordé ici, merci de compléter l'article en donnant les références utiles à sa vérifiabilité et en les liant à la section « Notes et références ».
Le château de Cabrières est une forteresse féodale d'origine wisigothique. Cet ensemble fortifié a aujourd'hui quasiment disparu.
Cité dès le VIe siècle par Grégoire de Tours, le site domine la commune de Cabrières dans le département de l'Hérault. La construction du château s'est finalisée aux alentours du XIe siècle, avant la première croisade. Il a été entièrement restauré en 1895.

## Historique
Grégoire de Tours dans son Histoire des Francs parle du château de Cabrières :
« 
Thibert, poursuivant sa route jusqu’à la ville de Béziers, prit le château de Dion xxxiii (Diou), et en enleva du butin. Il envoya ensuite vers un autre château, nommé Cabrières, des messagers chargés de dire de sa part que, si on ne se soumettait pas, il brûlerait le château et emmènerait les habitants en captivité.

Il se trouvait en ce lieu une matrone, nommée Deutérie (Deuthéria), dont le mari était venu habiter auprès de Béziers. Elle envoya au roi des messagers qui lui dirent : Personne, ô très pieux seigneur ! ne peut te résister, nous te reconnaissons pour notre maître ; viens, et qu’il en soit fait ainsi qu’il te paraîtra agréable. Thibert vint au château, et y fut reçu pacifiquement, et voyant que les gens se soumettaient à lui, il ne fit aucun mal. Deutérie vint à sa rencontre, et la voyant belle, épris d’amour pour elle, il la fit entrer dans son lit. »
« 
Deutérie voyant sa fille devenue adulte, et craignant qu’elle n’excitât les désirs du roi, et qu’il ne la prit pour lui, la mit dans un chariot attelé de bœufs indomptés, qui la précipitèrent du haut d’un pont, en sorte qu’elle périt dans un fleuve (probablement la Meuse). Cela se passa près de la ville de Verdun.

Il y avait déjà sept ans que Thibert avait été fiancé à Wisigarde, et à cause de Deutérie il n’avait pas voulu la prendre pour femme ; mais les Francs le blâmaient unanimement de ce qu’il avait abandonné son épouse. Alors irrité de cette action, il quitta Deutérie dont il avait un fils enfant, nommé Thibaut, et épousa Wisigarde. Il ne la conserva pas longtemps, elle mourut, et il en épousa une autre, mais ne reprit jamais Deutérie »
— Grégoire de Tours, Traduction de François Guizot
Le vieux village était alors bâti au pied de ce château. Pendant la Guerre de Cent Ans, les routiers installés dans le château, pillèrent et rançonnèrent les vallées de l'Hérault et de la Lergue (région de Lodève) par où passait la route vers le Rouergue. Les communautés de la vallée de l'Hérault achetèrent le départ de ces routiers au prix d'une forte indemnité.

## Protection
Le site du château de Cabrières n'est pas protégé par un classement ou une inscription au titre des monuments historiques. Il ne figure pas au recensement de l'Inventaire général du patrimoine culturel.

## Fouilles
Entre 1986 et 1991, des fouilles archéologiques ont été menées par le Groupe de Recherches et d'Études du Clermontais dirigé par Laurent Schneider.

## Galerie

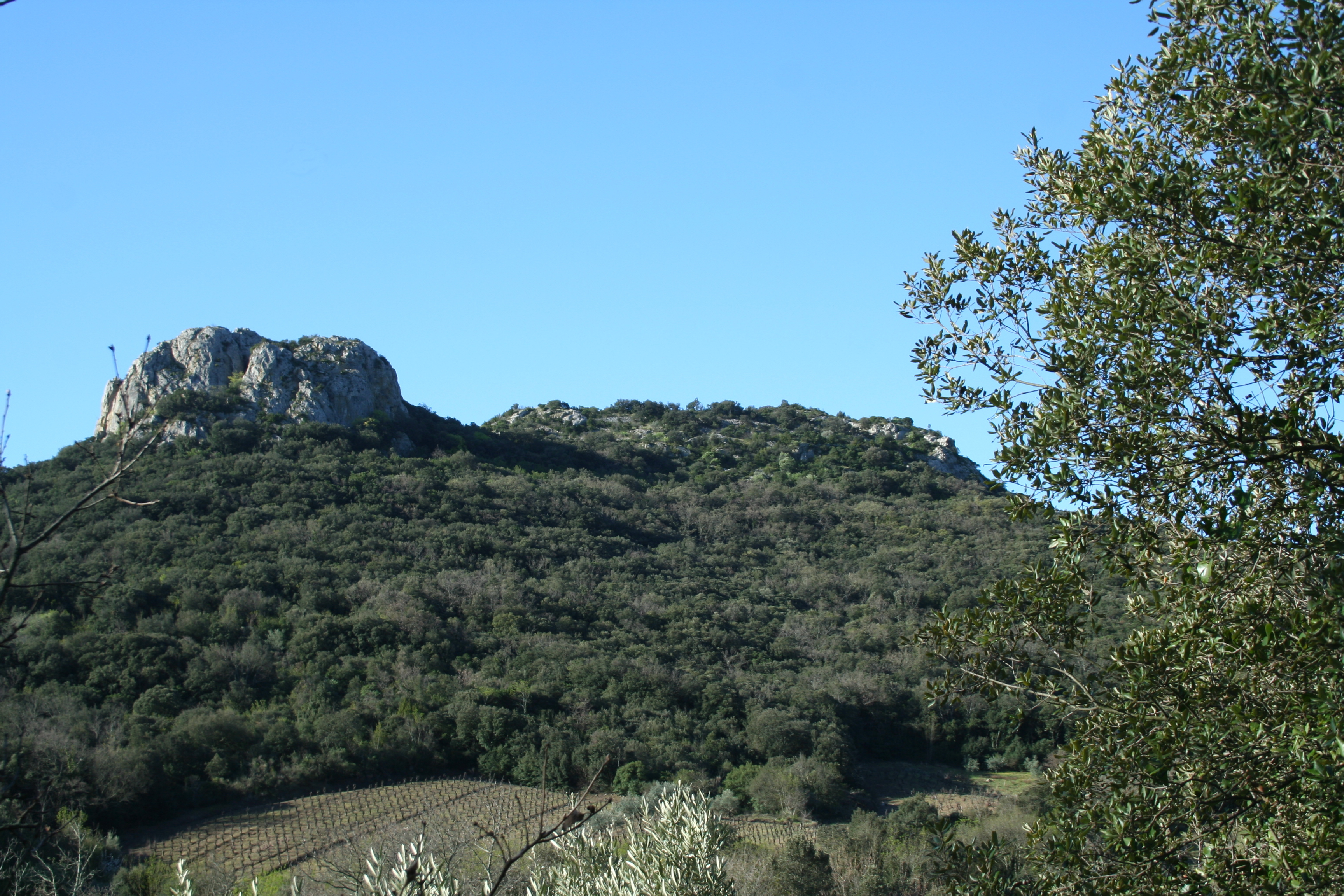
Château vu du nord.
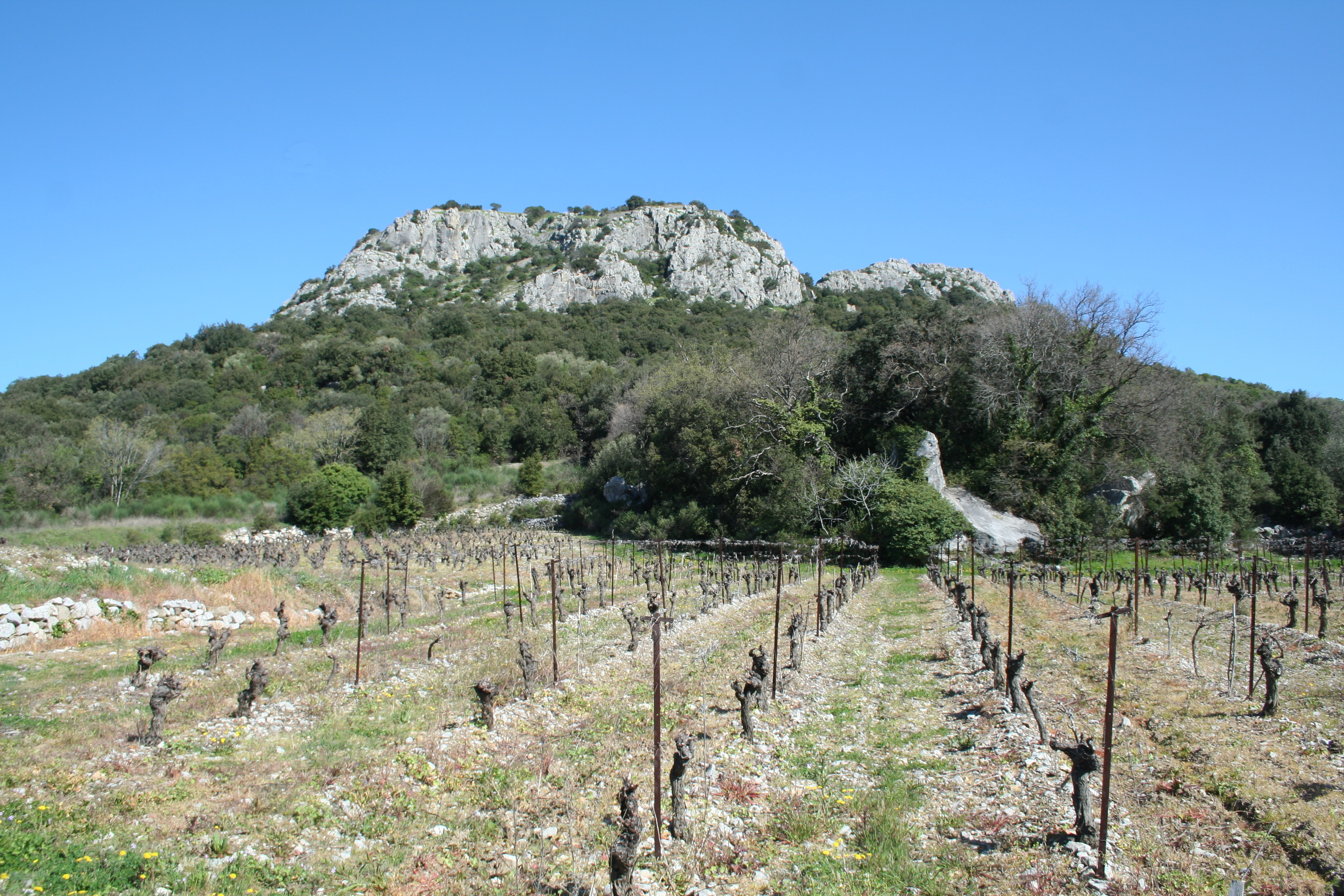
Château vu du sud.
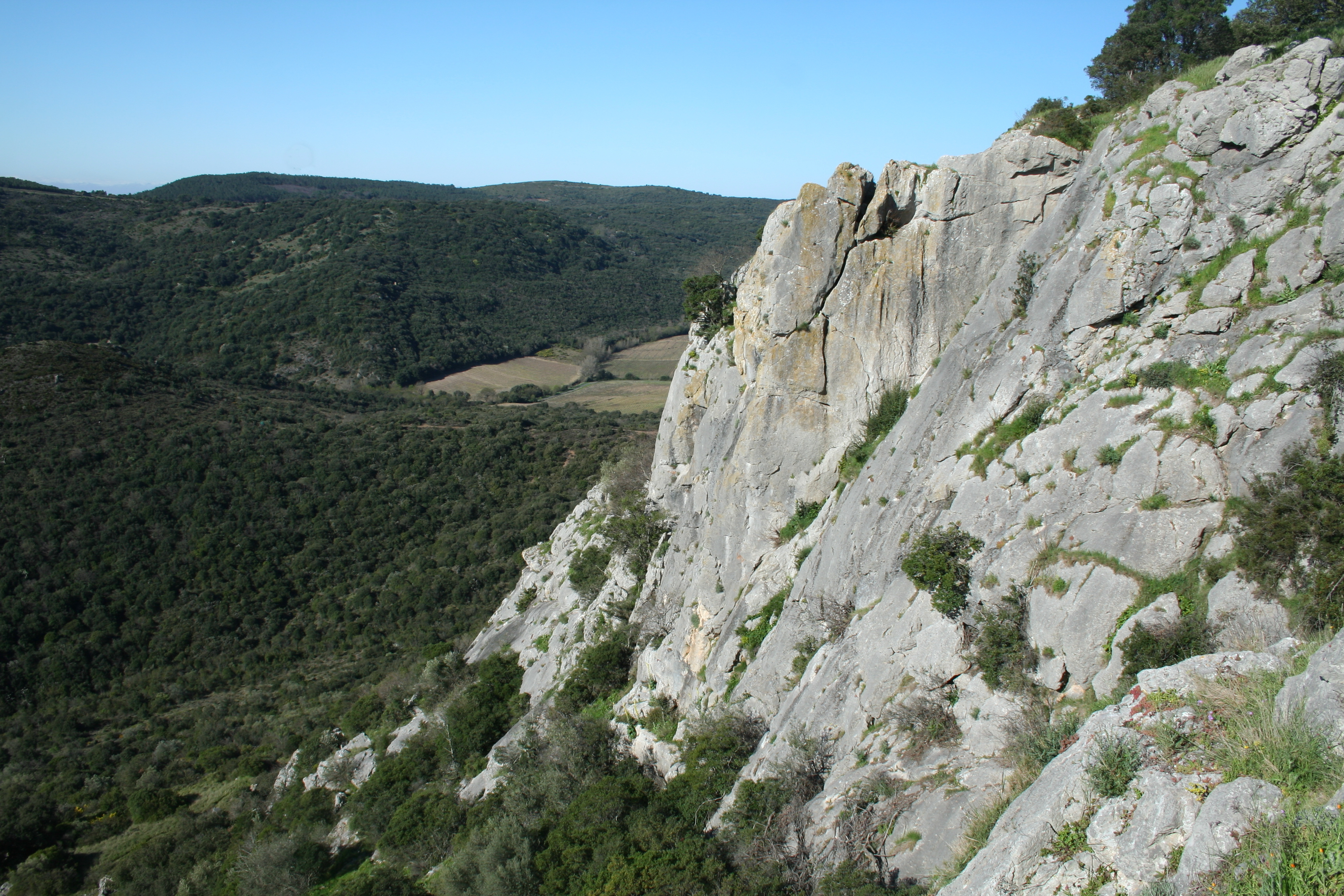
Falaise sud.
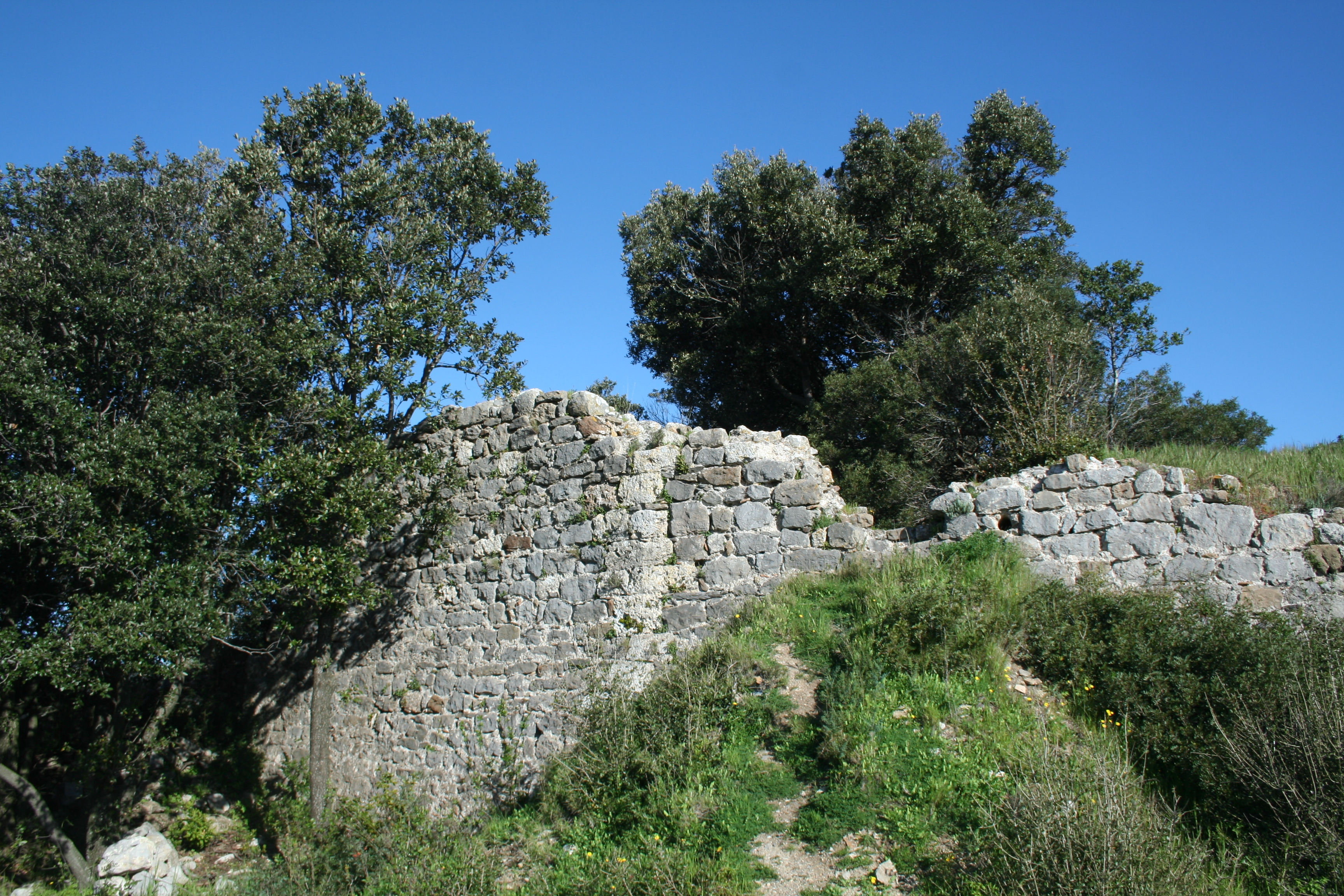
Mur.
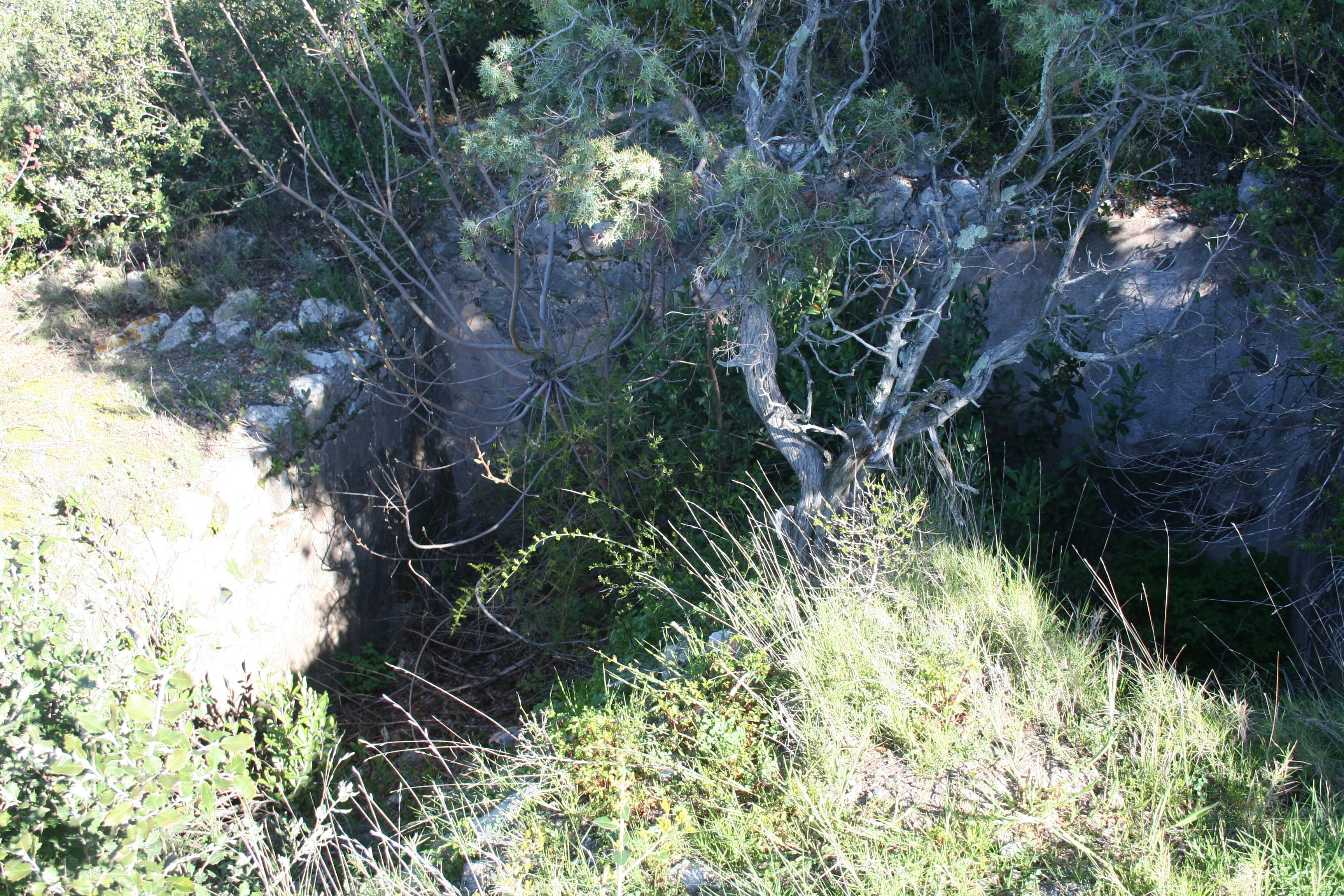
Citerne.